# Đỗ Thị Thu Hằng
Đỗ Thị Thu Hằng (sinh ngày 7 tháng 6 năm 1971) là một nữ chính trị gia người Việt Nam. Bà hiện là đại biểu quốc hội Việt Nam khóa XV nhiệm kì 2021-2026, thuộc đoàn đại biểu quốc hội tỉnh Đồng Nai, Chủ tịch Hội đồng quản trị Tổng công ty Cổ phần Phát triển Khu công nghiệp (Sonadezi), Ủy viên Ủy ban Khoa học công nghệ và môi trường của Quốc hội. Bà đã trúng cử đại biểu Quốc hội năm 2016 ở đơn vị bầu cử số 2, tỉnh Đồng Nai gồm các huyện: Vĩnh Cửu, Trảng Bom và Thống Nhất.
Bà là đại biểu quốc hội 03 nhiệm kỳ liên tiếp: 2011-2016; 2016-2021; 2021-2026.

## Xuất thân
Đỗ Thị Thu Hằng sinh ngày 7 tháng 6 năm 1971 quê quán ở xã Liêm Chung, huyện Thanh Liêm, tỉnh Hà Nam. 
Bà hiện cư trú ở Số 166, khu phố 3, phường Trung Dũng, thành phố Biên Hòa, tỉnh Đồng Nai.

## Giáo dục
- Giáo dục phổ thông: 12/12
- Cử nhân kinh tế
- Thạc sĩ Kinh doanh quốc tế
- Cao cấp lí luận chính trị

## Sự nghiệp
Bà gia nhập Đảng Cộng sản Việt Nam vào ngày 20/4/1995.
Bà từng là đại biểu Quốc hội Việt Nam khóa XIII tỉnh Đồng Nai.
Khi ứng cử đại biểu Quốc hội Việt Nam khóa XIV vào tháng 5 năm 2016 bà đang là Ủy viên Ban chấp hành Đảng bộ khối doanh nghiệp, Phó Bí thư Đảng ủy, Chủ tịch Hội đồng quản trị Tổng công ty Sonadezi, làm việc ở Tổng công ty Sonadezi.
Bà đã trúng cử đại biểu Quốc hội năm 2016 ở đơn vị bầu cử số 2, tỉnh Đồng Nai gồm các huyện: Vĩnh Cửu, Trảng Bom và Thống Nhất, được 338.752 phiếu, đạt tỷ lệ 75,36% số phiếu hợp lệ.
Bà hiện là Ủy viên Ban chấp hành Đảng bộ khối doanh nghiệp tỉnh Đồng Nai, Phó Bí thư Đảng ủy, Chủ tịch Hội đồng quản trị Tổng công ty phát triển khu công nghiệp Sonadezi Đồng Nai, Ủy viên Ủy ban Khoa học công nghệ và môi trường.
Bà đang làm việc ở Tổng công ty Sonadezi.

## Đại biểu Quốc hội Việt Nam khóa XV nhiệm kì 2021-2026
Chương trình hành động của bà khi ứng cử Đại hiểu Quốc hội khóa XV
- Thứ nhất: Tích cực tham gia xây dựng và giám sát thi hành pháp luật. Tôi sẽ góp phần xây dựng hệ thống pháp luật thực sự phù hợp, minh bạch, đồng bộ. Đồng thời, tích cực phản biện để chính sách ngày càng hoàn thiện. Tích cực thúc đẩy cải cách hành chính, cải cách môi trường đầu tư kinh doanh một cách linh hoạt theo sự thay đổi của môi trường kinh doanh toàn cầu; đóng góp ý kiến xây dựng chính sách phát triển kinh tế số, ứng dụng công nghệ mới vào sản xuất, kinh doanh để nâng cao năng suất, tạo ra các sản phẩm có giá trị gia tăng cao, giải phóng sức lao động cho người dân và tăng nội lực cho doanh nghiệp…
- Thứ hai: Giữ mối liên hệ mật thiết, gắn bó sâu sát với cử tri tỉnh Đồng Nai nói chung và cử tri của đơn vị bầu cử. Tôi sẽ lắng nghe, tiếp thu ý kiến cử tri thông qua nhiều kênh khác nhau để từ đó nói lên tiếng nói vì quyền lợi của người dân và doanh nghiệp; truyền tải, phản ánh kịp thời kiến nghị của cử tri với Quốc hội và các cơ quan có thẩm quyền.
- Thứ ba: Góp sức vào sự phát triển nhanh và bền vững của địa phương và đất nước. Tôi sẽ góp phần xây dựng chính sách, chiến lược phù hợp để thu hút đầu tư hiệu quả. Mặt khác, thúc đẩy liên kết kinh tế giữa khu vực FDI và khu vực kinh tế trong nước. Đối với tỉnh Đồng Nai, tôi sẽ cùng với các doanh nghiệp thúc đẩy việc phát triển hạ tầng giao thông, hệ thống logistics; góp phần tạo sự cân bằng trong phát triển kinh tế - xã hội giữa các vùng trong tỉnh...
- Thứ tư: tôi sẽ phối hợp cùng chính quyền địa phương thực hiện tốt hơn nữa các chương trình an sinh xã hội...